# Канюка Михайло Сергійович
Канюка Михайло Сергійович (1922—2000) — радянський і український сценарист, редактор, викладач. Кандидат історичних наук (1970).

## Біографія
Народився 8 березня 1922 р. в с. Будаївці (нині м. Боярка) Київської області в родині вчителя.
Учасник Німецько-радянської війни. Нагороджений орденом Вітчизняної війни II ст., медалями.
Друкувався з 1940 р.
Закінчив факультет журналістики Київського державного університету ім. Т. Г. Шевченка (1953).
Працював у газетах «Радянський спорт», «Молодь України», «Комсомольская правда», був головним редактором і директором Київської студії телебачення (1960—1966).
З 1966 р. викладав у Київському державному університеті ім. Т. Г. Шевченка. Був деканом факультету журналістики.
Був членом Національних спілок кінематографістів і письменників України.
Помер 25 лютого 2000 р. в Києві.

## Книги
- «Біля голубого екрана» (К., 1963, у співавт. з В.С. Каштановим),
- «Місто гасить вогні» (К., 1968).

## Фільмографія
Автор сценаріїв художніх фільмів:
- «Сповідь» (1962, у співавт.)
- «Щедре серце» (1962, т/ф)
- «Подолання» (1982)
- «Пароль знали двоє» (1985)
- «Слухати у відсіках» (1985)
- «Шлях до пекла» (1988, т/ф, 2 с, у співавт.)
- документального телефільму «Сергєєв-Ценський» (1982)